# عائلات محترمة (فلم)
عائلات محترمة  فيلم دراما مصري صدر عام 1969 للمخرج عبد الرحمن الخميسي الذي كتب القصة والسيناريو مشاركة مع المؤلف والناقد والمخرج المسرحي مهدي الحسيني، وكتب الحوار أحمد الخميسي، نجل المخرج. الفيلم من بطولة حسن يوسف، ناهد شريف، عبد المنعم إبراهيم، ونادية سيف النصر  وتدور الأحداث حول شوكت الذي يسعى لتزويج ابنه من فتاة غنية، بدلًا من ابنة أخيه التي يحبها الابن، فيقرر عمل حفلة تنكرية - بعد بيع أرضه - وذلك لِجَعْل ابنه يتعرَّف على الفتاة الثرية التي اختارها له.
صدر الفيلم إلى دور العرض المصرية في أول ديسمبر 1969.
منح موقع قاعدة بيانات الأفلام العربية «السينما.كوم» الفيلم درجة 5.3/ 10.

## طاقم التمثيل
حسن يوسف: في دور ممدوح محمد شوكت
ناهد شريف: في دور نيفين مرسي العدل
عدلي كاسب: في دور محمد شوكت (والد ممدوح)
مديحة كامل: في دور نوال (ابنة صديق محمد شوكت)
نادية سيف النصر: في دور تفيدة هانم (أرملة الثري مرسي بك العدل)
عبد المنعم إبراهيم: في دور توكل (سائق محمد شوكت)
صبري عبد العزيز: في دور عثمان بك (صديق شوكت من النادي)
مديحة حمدي: في دور فاطمة (خادمة بيت تفيدة هانم)
نادية عزت: في دور ابتسام هانم
محمود رشاد: في دور إبراهيم بك (عضو في النادي)
بالاشتراك مع: نوال أبو الفتوح (ضيفة شرف) – إسكندر منسى – حسن مصطفى – سيد إبراهيم – عبد العظيم شعلان – عبد القادر حلمي – حسن كامل – محمد سلطان – الراقصة كهرمان.

## موسيقى الفيلم
وضع الروائي والصحافي والشاعر والمخرج والكاتب والممثل عبد الرحمن الخميسي مقطوعات الموسيقى التصويرية للفيلم  باستثناء موسيقى الرقصة الشرقية وضع لحنها أستاذ الموسيقى بأكاديمية الفنون فتحي الخميسي. طبعت موسيقى الفيلم على أسطوانة تحوى:
(1) الرقصة الإفريقية
(2) فاتن
(3) هند
(4) الدموع

ونالت شهرة خارج مصر وكتب موقع «انتروبيا» عنها: «تانجو داكن، تويست غامض، وتشا تشا تشا مخدر! لا شيء تتوقعه من الموسيقى التصويرية المصرية في الستينيات. يتميز الفنان الرومانسي والفني عبد الرحمن الخميسي بهذا الإنتاج الموسيقي الخالد لفيلمه» العائلات المحترمة«عام 1969. أربع رقصات آلية مجردة للتعبير عن الشعر من خلال الموسيقى.» 

## أحداث الفيلم
يرفض شوكت (عدلي كاسب) حب ابنه ممدوح (حسن يوسف)، طالب كلية الهندسة، من ابنة صديقه المتوفي نوال (مديحة كامل) ويريد أن يزوجه بعروس غنية كي يستطيع تسديد ديونه لصديقه عثمان بك (صبري عبد العزيز)، فهو لا يعمل ويكتفي بالدخل الذي يأتي من أرض زراعية يمتلكها ولكنه يبيع أجزاء منها كلما ضاق به الحال. يلتقي شوكت في النادي بالسيدة تفيدة هانم (نادية سيف النصر) أرملة الثري مرسي بك العدل مع ابنتها الجميلة نيفين (ناهد شريف) الطالبة بكلية الآداب. يحاول أن يجذبها إليه ويفكر حينما يشاهد نيفين أن يزوجها لابنه ممدوح، يضطر شوكت أن يبيع ما بقى من أرضه ليقيم حفلة تنكرية ليتم التعارف بين ابنه ونيفين. في الوقت نفسه يزداد التعارف بينه وبين تفيدة هانم، في أثناء الحفل يتعرف الدكتور سمير محمود أخصائى علم النفس على أعماق ما يكنه المدعوين، يدرك ممدوح أن نيفين وتفيدة متكبرين ويترك الحفل دون أن يراها، تعرف نيفين ما قاله، فتنفجر غضبًا. في هذه الأثناء تدبر نيفين خطة لمعرفة أخلاق ممدوح الذي لم تره وتكلف خادمتها فاطمة (مديحة حمدي) أن تمثل دور نيفين وتقوم نيفين بدور الخادمة ونفس الفكرة ينفذها ممدوح ويذهب لمقابلة نيفين على أنه توكل سائق شوكت، وتوكل على أنه ممدوح بيه، يتقابل الجميع ويدرس كل منهم الآخر وتعجب فاطمة بتوكل، ينكشف أمر الأربعة ويسقط في يد شوكت بك في اللحظة التي وضعها لزواج ابنه من نيفين، تلجأ نيفين إلى عثمان بيه ويخطبها ويصرف عليها ويغدق عليها الهدايا وتحضر نوال لبيت عمها شوكت بك ليعيطها بعض المال، لكنه يرفض، وتضطر نوال أن تعمل راقصة ويذهب إليها ممدوح في الكباريه وتشرح له نوال سبب عملها، يبدأ ممدوح في حياة جديدة مع نوال، تخرج فاطمة من منزل تفيدة هانم بعد اتهامها بالسرقة، وتعود إلى خطيبها توكل وتعيش معه حياة بسيطة.

## نقد وتعليقات
كتب محمد سالم عبادة على موقع عربي 21 بتاريخ 14 نوفمبر 2020: "تحرر فنانُنا من الهّمّ الوطني المباشِر الذي حرّكه لإنجاز فيلم "الجزاء"، كما تحرر من النهايات السعيدة أو الآمِلَة كما في الفِلمين السابقين، فالفيلم أقرب ما يكون إلى كاريكاتير سينمائي يتناول طبقة أغنياء المجتمع المصري آنّذاك، ويركّز بالتحديد على من يعيشون على ذكريات الثراء الإقطاعي الملَكي الفاحش، رغم أنه لا يصرّح بذلك. اختار الخميسي "عدلي كاسب" لتجسيد دور "شوكت بيه" وهو أقرب ما يكون إلى شخصية الغندور (Dandy) التي امتلأ بها الأدب الإنجليزي في نهاية القرن الثامن عشر، ولاسيّما أدب الغندور الحقيقي أوسكار وايلد، لكنه في الفيِلم غندور يبيع تدريجيًّا ما تبقى من أرض آبائه الواسعة ليستطيع مجابهة نفقات البقاء ضمن صفوة المجتمع وفي قلب ما يكرر تسميتَه "العائلات المحترمة"، ويواصل الكاتب قائلاً: "الخلاصة أنّ الخميسي السينارست والمخرج قرر في هذا الفلم أن يدُقّ ناقوس الخطر في آذان قطاع من المجتمع موشِك على الانهيار، وهو في هذا قرر ألا تُثنيه أية اعتبارات فنية عن الاستعانة بالأنماط الجاهزة الكاريكاتيرية للغندور التافه والفتاة اللعوب والخادمة الساذجة وغير هؤلاء."
كتب الناقد السينمائي المصري أحمد يوسف على موقع مجلة العربي الكويتية العدد 641: «في مكان القلب من القصة هناك آثار من المسرحيات الكوميدية متقنة الصنع، التي تعتمد على سوء التفاهم الناتج عن انقلاب الأدوار، لكنك إذا تأملت ما بين السطور فستجد آثارًا من مسحة مأساوية رقيقة، ذات ظلال اجتماعية واضحة. يكشف الفيلم عن قسوة من يملكون المال تجاه من لا يملكون»، يتابع الناقد قائلاً: «بالرغم من أن الفيلم يمضي قليلاً في حبكة سوء التفاهم، حين يضطر توكل وفاطمة لانتحال شخصيتي ممدوح ونيفين، فإن هذه الحبكة تكشف من جانب عن صدق إحساس هؤلاء البسطاء بالحياة، كما تسفر من جانب آخر عن مأساة، حيث لا تلقى فاطمة إلا الطرد بسبب جريمة سرقة لم ترتكبها، وربما أوحى لنا الفيلم بأنها سوف تنزلق إلى طريق الرذيلة، في الوقت الذي يظل فيه توكل يبحث عنها بلا جدوى.»
أعتبر حمدي عابدين في مقاله بصحيفة «الشرق الأوسط» السعودية في 5 يوليو 2001 أن فيلم «عائلات محترمة» هو أفضل أفلام عبد الرحمن الخميسي.

## وصلات خارجية
- مقالات تستعمل روابط فنية بلا صلة مع ويكي بيانات
- عائلات محترمة على موقع الدهليز
- عائلات محترمة على موقع كاروهات